# 영덕군·청송군·울진군
영덕군·청송군·울진군은 대한민국의 옛 국회의원 선거구이다. 당시 경상북도 영덕군, 청송군, 울진군 지역을 관할했다.

## 역사
제9대 국회의원 선거를 앞두고 실시된 선거구 개편 과정에서 영덕군, 청송군과 울진군이 하나의 선거구를 이루게 됨에 따라 신설되었다.
제13대 국회의원 선거를 앞두고 청송군·영덕군 선거구와 울진군 선거구로 각각 분리되면서 폐지되었다.

## 역대 국회의원
| 선거   | 정당 | 정당       | 1위 의원 | 정당 | 정당       | 2위 의원 |
| ------ | ---- | ---------- | -------- | ---- | ---------- | -------- |
| 1973년 |      | 민주공화당 | 문태준   |      | 민주공화당 | 오준석   |
| 1978년 |      | 민주공화당 | 문태준   |      | 신민당     | 황병우   |
| 1981년 |      | 민주정의당 | 김중권   |      | 민주한국당 | 김찬우   |
| 1985년 |      | 민주정의당 | 김중권   |      | 민주한국당 | 황병우   |

## 역대 선거 결과

### 대한민국 제9대 국회의원 선거
|  | 33.22% |

|  | 26.14% |

|  | 19.30% |

|  | 10.75% |

|  | 10.57% |

### 대한민국 제10대 국회의원 선거
|  | 25.72% |

|  | 24.90% |

|  | 17.62% |

|  | 14.37% |

|  | 10.49% |

|  | 4.30% |

|  | 2.57% |

### 대한민국 제11대 국회의원 선거
|  | 41.08% |

|  | 25.20% |

|  | 19.46% |

|  | 7.92% |

|  | 4.89% |

|  | 1.43% |

### 대한민국 제12대 국회의원 선거
|  | 42.89% |

|  | 23.01% |

|  | 19.84% |

|  | 11.66% |

|  | 2.58% |